# Chiusura deduttiva
In matematica la chiusura deduttiva consiste nell'insieme di deduzioni che possono essere ricavate a partire da un insieme di assiomi.
In altre parole, la chiusura deduttiva è l'insieme di tutte le formule che, tramite le regole di inferenza disponibili, sono conseguenza dell'insieme di assiomi considerato.
In termini più formali, sia {\displaystyle \Gamma } l'insieme di formule considerato, la sua chiusura deduttiva viene indicata con {\displaystyle C_{n}(\Gamma )=\{A|\Gamma \vdash A\}}.